# Decade "...but wait it gets worse"
Decade: "...but wait it gets worse" è il secondo album in studio del rapper statunitense Sticky Fingaz, pubblicato nel 2003.

## Tracce
1. Intro – 2:27
2. Let's Do It (featuring X-1 & Columbo) – 3:00
3. What Chu Here For (featuring Omar Epps, Detroit Diamond, Rio) – 3:40
4. Can't Call It (featuring Missy Elliott) – 2:33
5. Hot Now (featuring Scott Storch) – 3:55
6. I Love da Streets (featuring Omar Epps) – 2:51
7. Bad Guy (featuring My Quan) – 3:31
8. Shot Up – 2:52
9. Girl – 2:47
10. Caught in da Game – 4:45
11. No More – 3:50
12. Do da Damn Thing (featuring X-1 & East) – 2:56
13. Another Niguh – 2:20
14. I Don't Know (featuring Fredro Starr) – 3:32
15. Suicide Letter – 3:09
16. Just Like Us (featuring X-1, Geneveese) – 4:43
17. Get Smashed Up (featuring Lex & Thirty, Seven O.D.) – 4:20